# Premio Eleonora Duse
Il premio Duse è un premio teatrale italiano. Ideato nel 1986, è l'unico riconoscimento italiano destinato, annualmente, all'attrice di teatro che si è distinta particolarmente nel corso della stagione di prosa in uno o più spettacoli in Italia o all'estero.
Il premio è stato dedicato alla famosissima Eleonora Duse, nata a Vigevano, attrice tra le più coraggiose ed esigenti del panorama attorale italiano di oltre un secolo. Il premio è organizzato da UBI Banca e dalla Fondazione Banca Popolare di Vigevano (in precedenza da UBI >< Banca Popolare Commercio e Industria).
Il premio ha il patrocinio del Comune di Milano - Assessorato Cultura, Expo, Moda, Design ed è stato assegnato, negli anni, a famose interpreti tra le quali: 
- Giulia Lazzarini (1986)
- Mariangela Melato (1987)[2]
- Pamela Villoresi (1988)
- Alida Valli (1989)
- Lucilla Morlacchi (1990)
- Anna Proclemer (1991)
- Franca Nuti (1992)
- Adriana Asti (1993)
- Anna Maria Guarnieri (1994)
- Valeria Moriconi (1995)
- Rossella Falk (1996)
- Andrea Jonasson (1997)
- Isa Danieli (1998)
- Mariangela Melato (1999)[3]
- Stefania Felicioli (2000)
- Piera Degli Esposti (2001)
- Milena Vukotic (2002)
- Franca Valeri (2003)
- Maddalena Crippa (2004)
- Ilaria Occhini (2005)
- Elisabetta Pozzi (2006)
- Laura Marinoni (2007)
- Anna Bonaiuto (2008)
- Maria Paiato (2009)
- Elena Ghiaurov (2010)
- Federica Fracassi (2011)
- Galatea Ranzi (2012)[4]
- Ermanna Montanari (2013)
- Sonia Bergamasco (2014)
- Emma Dante (2015)[5]
- Elena Bucci (2016)[6]
- Giuliana Lojodice (2018)
- Monica Piseddu (2019)
- Donatella Finocchiaro (2020-2021)[7]
- Virginia Raffaele (2022)[8]
- Giuliana De Sio (2023) [9]

- Anna Della Rosa (2024)[10]

Nell'anno 2017 il Premio Duse non è stato assegnato.
La giuria, dal 2018, è composta da Anna Bandettini, Maria Ida Biggi, Maria Grazia Gregori, Renato Palazzi e Magda Poli.
Dal 2011 la cerimonia di premiazione si svolge al Piccolo Teatro Grassi di via Rovello a Milano solitamente nel mese di novembre.
UBI Banca è nell'albo d'oro dei sostenitori del Piccolo Teatro di Milano (dal 2011 era presente Banca Popolare Commercio e Industria).
Il premio Duse prevede anche l'assegnazione di una "menzione d'onore" a una giovane attrice emergente. Le vincitrici sono state:
- Susanna Marcomeni (1986)
- Laura Montaruli (1987)
- Galatea Ranzi (1988)
- Laura Marinoni (1989)
- Silvia Pasello (1990)
- Sara Bertelà (1991)
- Stefania Felicioli (1992)
- Micol Pambieri (1993)
- Bruna Rossi (1994)
- Renata Palminiello (1995)
- Alvia Reale (1996)
- Chiara Muti (1997)
- Daria Lippi (1998)
- Elena Russo (1999)
- Rossana Mortara (2000)
- Michela Cescon (2001)
- Pia Lanciotti (2002)
- Elisabetta Valgoi (2003)
- Francesca Bracchino (2004)
- Debora Zuin (2005)
- Federica Fracassi (2006)
- Fiorenza Menni (2007)
- Chiara Baffi (2008)
- Francesca Ciocchetti (2009)
- Irene Petris (2010)
- Anna Della Rosa (2011)
- Marta Cuscunà (2012)
- Lucrezia Guidone (2013)
- Licia Lanera (2014)
- Silvia Pernarella (2015)
- Sara Putignano (2016)
- Roberta Caronia (2018)
- Lucia Lavia (2019)
- Roberta Lidia De Stefano (2022)
- Marta Malvestiti (2024)

Alcune attrici hanno ottenuto il doppio riconoscimento:
- Stefania Felicioli
- Federica Fracassi
- Laura Marinoni
- Galatea Ranzi
- Anna Della Rosa

Il Premio Eleonora Duse è un premio alla carriera assegnato ad Asolo ad un’attrice di fama internazionale del mondo del cinema e del teatro. Fu istituito nel 1977 per volontà di Flavia Paulon fondatrice e Direttore Artistico del Festival dal 1973 al 1982. Il premio è un pendente ovale in oro che ritrae il volto di Eleonora Duse.